# 무쓰만

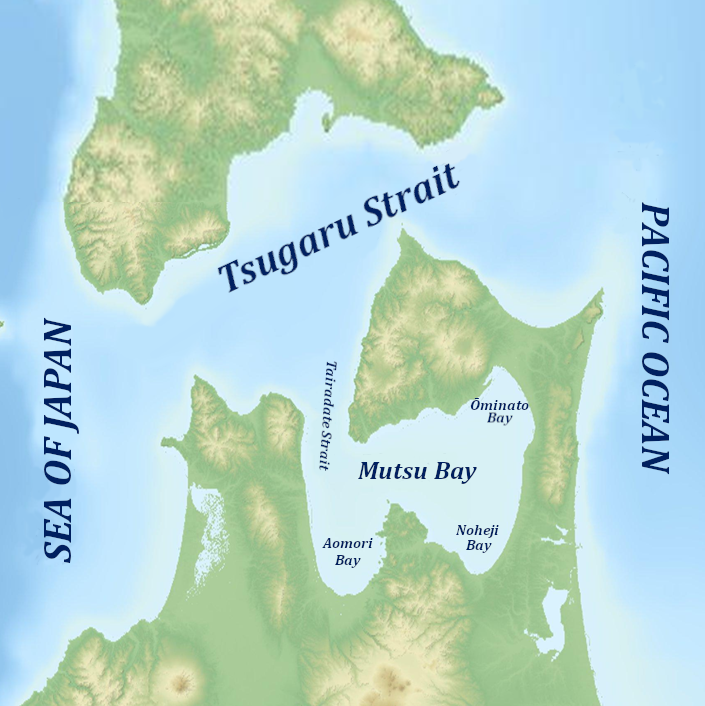
무쓰만의 위치

무쓰만(일본어: 陸奥湾 むつわん[*])은 일본 아오모리현의 시모키타반도, 쓰가루반도, 나쓰도마리반도로 둘러싸인 만이다. 동서 폭은 약 40km이고, 남북 길이는 동부 쪽이 약 40km로 길다. 노헤지만 (野辺地湾), 아오모리만 (青森湾), 오미나토만 (大湊湾) 은 모두 무쓰만의 일부이다.

## 같이 보기
- 아오모리만 서안 단층대